# Le Antichità di Ercolano Esposte
Le Antichità di Ercolano Esposte ("las antigüedades de Herculano expuestas", en lengua italiana) es un libro de grabados en ocho volúmenes - de los 40 previstos inicialmente - donde se divulgaban los hallazgos de las excavaciones de Herculano (en el por entonces Reino de Nápoles). Se publicó entre 1757 y 1792, enviándose ejemplares a un selecto grupo de receptores por toda Europa. A pesar de su título, no se limita a las dos localidades (Resina -hoy Ercolano- y Portici) por donde se extienden los restos de la antigua ciudad romana de Herculaneum, sino que también recoge hallazgos en dos lugares cercanos, destacadísimos yacimientos en el entorno del Golfo de Nápoles: Pompeya y Estabia.
Los grabados, de gran calidad, se acompañaban de textos de destacados intelectuales; pero no se proporcionaban los datos de contexto ni las informaciones propias del trabajo arqueológico moderno. Le Antichità estaba destinada a impresionar a los lectores con la calidad de los objetos que estaba reuniendo la colección del rey de Nápoles, y no tanto como una obra que facilitara la investigación. Su impacto en el naciente movimiento neoclásico fue muy importante, sobre todo al permitir a artistas y decoradores tener un fácil acceso a motivos helenísticos.

## Antecedentes

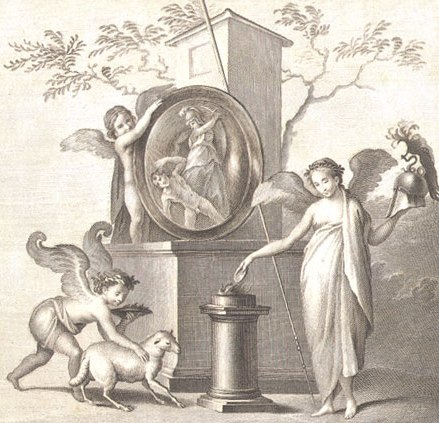
Sacrificio de Victoria a Atenea (volumen 2).

Las excavaciones en Heculaneum comenzaron en 1711, al excavarse un pozo para la nueva casa de campo del duque Emmanuel Mauricio de Lorena, en Portici. Se descubrió así el proscenio del teatro de Herculano, ricamente ornamentado con mármoles, incluyendo una estatua de Hércules. Los apuros económicos del duque hicieron que fueran enviados a Roma para ser restaurados, como un "regalo" a su primo el príncipe Eugenio de Saboya. En 1738 el rey Carlos VII de Nápoles (futuro Carlos III de España) comenzó excavaciones con la esperanza de encontrar objetos de similar valor para su colección privada de antigüedades, imponiendo una estricta seguridad en el yacimiento.
En 1739 se halló la basílica de Herculano, con un gran conjunto de grupos mitológicos. Para 1748 se habían desenterrado ocho estatuas de bronce de tamaño natural. Las piezas mayores se restauraron y se dispusieron en el museo real de Portici. Las más pequeñas, por lo general, no se exhibieron. Los trabajos de excavación, realizados por esclavos, no fueron respetuosos, y parece ser que gran parte de la riqueza del yacimiento se destruyó o fue robada. Con la difusión de las noticias de los hallazgos, crecían las críticas al secretismo y ausencia de propósito científico de las excavaciones.

## Publicación

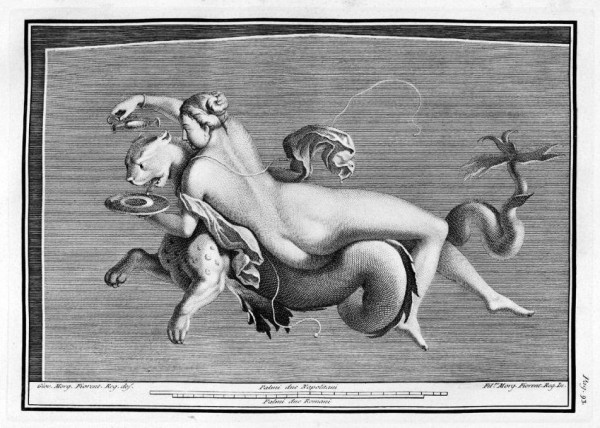
Nereida sobre una quimera (volumen 3).

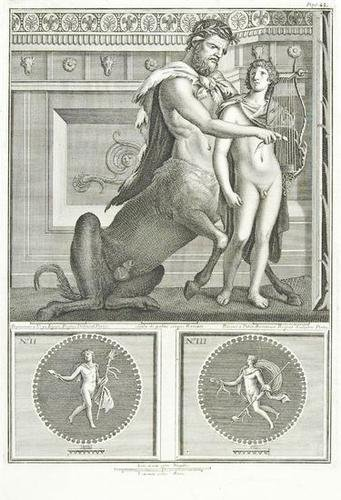
El centauro Quirón enseña a Aquiles el arte de la lira, según dibujo de Francisco la Vega

La primera publicación en registrar los hallazgos fue un gran libro in folio llamado Disegni intagliati in rame di pitture antiche ritrovate nelle scavazioni di Resina (Grabados en cobre de las antiguas pinturas encontradas en las excavaciones de Resina), impreso en 1746.
A pesar de su título, incluía dibujos de estatuillas de bronce y mármol, lámparas y relieves. Algunos grabados mostraban los objetos tal cual se hallaron, mientras otros eran reproducciones artísticas o recreaciones de los originales. Muchos de ellos eran muy inexactos. No se daban indicaciones del contexto en el que se hallaron las piezas. 

Sólo se conservan tres ejemplares de esta obra. Es posible que fueran las únicas que se imprimieron, quizá porque el rey Carlos no quedó satisfecho con el resultado.
El Prodromo delle Antichità di Ercolano ("Prefacio a las antigüedades de Herculano") fue preparado por Ottavio Antonio Bayardi, primo del primer ministro Giovanni Fogliani, y fue impreso en la Stamperia Reale en 1752. Era una obra en cinco volúmenes, que narraba la historia de Hércules e intentaba probar que el yacimiento era en realidad la antigua ciudad de Herculano, no que no se dudaba desde el hallazgo de una inscripción en 1738; pero no se contaba nada de los hallazgos. En 1754 Bayardi publicó un catálogo de éstos en un volumen sin ilustraciones, con descripciones sumarias de 2,000 objects, lo que le hace de poco valor.
En 1755 Carlos nombró a quince eruditos para formar la Accademia Ercolanese, encargada de estudiar y publicar los hallazgos.
La Academia encargó preparar dibujos y grabados de los objetos a veinticinco importantes artistas, entre los que estaban Giovanni Elia Morghen, Carlo Nolli y Giovanni Battista Casanova.
A los mejores grabadores se les confiaron las piezas más interesantes. Se fijó un estilo conjunto para todo el proyecto, lo que aseguraba su consistencia.
La academia editó los volúmenes de la obra entre 1757 y 1792. No se pusieron a la venta, sino que se enviaron a los "pocos afortunados" que fueron elegidos para recibirlos. Del primer volumen se imprimieron doscientos ejemplares.
Carlos abdicó como rey de Nápoles en 1759, siendo sucedido por Fernando I de las Dos Sicilias (IV de Nápoles), que por entonces tenía nueve años de edad. La publicación continuó bajo el regente Bernardo Tanucci.
Los primeros cuatro volúmenes se dedicaron a las pinturas.
Se incluyeron fragmentos de pinturas murales, incluyendo los que se habían sacado del pórtico. El quinto volumen, publicado en 1767, se dedicó a bustos de bronce. Otro volumen dedicado a esculturas de bronce se publicó en 1771. Las planchas de Antichita fueron copiadas en Londres en 1773. Otro volumen dedicado a la pintura se publicó en 1779. Una versión reducida de la obra fue publicada en 1789. El último volumen, publicado en 1792, se dedicó a lámparas (lucernas) y candelabros.
Ninguno de los volúmenes se dedica a los mármoles.

## Volúmenes

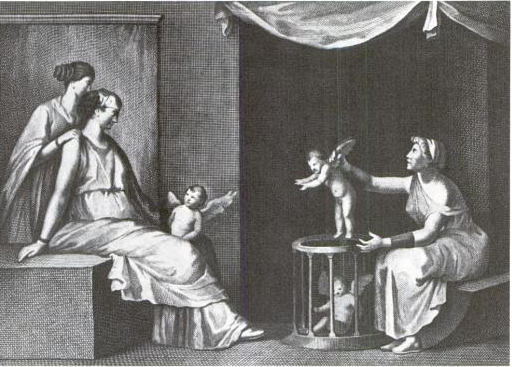
Vendedora de amores, de Nolli.
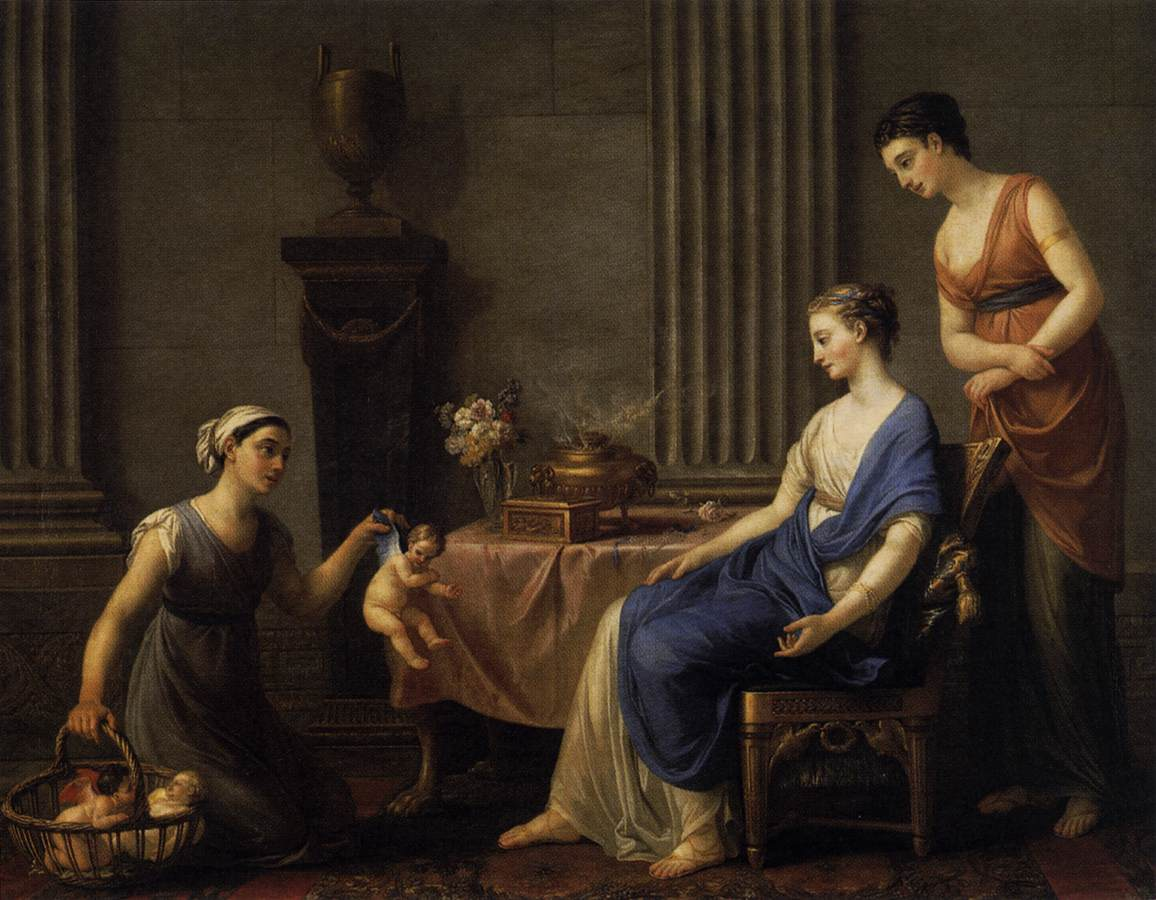
La Marchande d'Amours, de Vien.

Los volúmenes de la obra, todos impresos en Nápoles por la Regia Stamperia ("imprenta real") fueron apareciendo en estos años, con el contenido que se indica:
1. 1757 Antiguas pinturas de Herculano y su región, grabadas y descritas.
2. 1760 Antiguas pinturas de Herculano y su región, grabadas y descritas.
3. 1762 Antiguas pinturas de Herculano y su región, grabadas y descritas.
4. 1765 Antiguas pinturas de Herculano y su región, grabadas y descritas.
5. 1767 Bronces de Herculano y su región, grabados y descritos - Parte I: Bustos.
6. 1771 Bronces de Herculano y su región, grabados y descritos - Part 2: Estatuas.
7. 1779 Antiguas pinturas de Herculano y su región, grabadas y descritas.
8. 1792 Lámparas y candelabros de Herculano y su región, grabados y descritos.

## Contenido
A pesar de su título, Antichità di Ercolano muestra objetos provenientes de todas las excavaciones borbónicas en torno al Golfo de Nápoles, incluyendo Pompeya, Estabia y los dos lugares de Herculano (Resina y Portici). La obra muestra un gran nivel de erudición para su época, y los grabados son de gran calidad.
La mayor parte de los grabados muestra el marco, en el caso de que fuera conocido, tienen una escala de medición y se acompañan de un ensayo erudito. Algunos de los objetos más pequeños no tienen tales entradas, pero se reproducen como unnamed headpieces or tailpieces. Hay unos 619 planchas de cobre, algunas dobles, 836 viñetas (vignettes) y 540 letras iluminadas; dibujadas por Luigi Vanvitelli y grabadas por Carlo Nolli.
La organización se basó más en razones estéticas que en las explicación del contexto arqueológico.
El primer volumen contiene las mayores y más bellas imágenes. Las imágenes de pinturas de fragmentos del pórtico se reparten por los cinco volúmenes dedicados a la pintura, dado que el primer grupo de fragmentos del pórtico se halló en 1738, y el segundo en 1761, después de la publicación de los dos primeros volúmenes.
Los se recreaban en su propia imaginación. Una figura ecuestre que se muestra en Disegni intagliati con la cola del caballo y la mano derecha del jinete desaparecidas fue dibujada por Vincenzo Campana como si estuviera intacta.
Las imágenes dentro de cada volumen se agrupan por localización, no tanto para mostrar el contexto romano, sino porque sus estilos eran consistentes. El texto no suele dar información sobre la fecha o lugar del hallazgo. Las cuatro mayores imágenes del pórtico son representaciones de Teseo, Hércules y Télefo, Aquiles y Quirón, y Marsias y Olimpo. Los grabadores las trataron como pinturas planas, aunque de hecho eran cóncavas, y su forma muestra dónde se situaban originalmente en el edificio.
El libro sólo contiene una pequeña selección de las pinturas que se llevaron a Portici, aunque parece que se habían hecho dibujos de todas ellas. De 1765 en adelante los artistas dibujaron cada pintura tal como aparecía en la pared que decoraba.

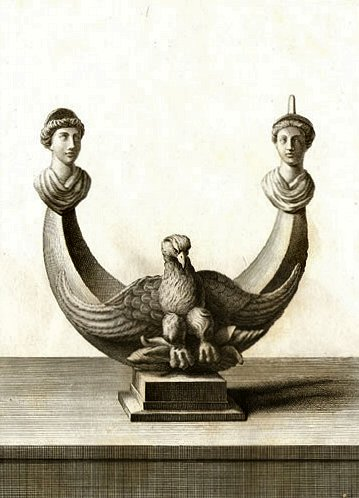
Lámpara en forma de águila (volumen 8).

## Impacto
Las imágenes de las Antichità di Ercolano, con sus orígenes helenísticos, tuvieron un gran impacto en los ámbitos culturales europeos de la época, proporcionando un gran conjunto de motivos clásicos que se podían utilizar en las academias y el trabajo artístico.
Más que un registro arqueológico, la publicación fue una magnífica publicidad de la colección que se reunía en el Palacio Real de Portici. Se llegó a decir que, a consecuencia del libro, los estudiosos de la Antigüedad, lo que virtualmente suponía todos los amantes del arte, querían ir a Nápoles, del mismo modo que antes querían ir a Florencia y a Roma. La discusión que generó el libro se centró más en la vida cotidiana en la Antigua Roma que en los méritos artísticos de la pintura mural romana. No causó la aparición del Neoclasicismo, que tenía orígenes anteriores, pero sí tuvo una gran influencia en su difusión en las artes decorativas por toda Europa.
Los grabados fueron muy utilizados como fuentes para obras pictóricas. Así, Nicolas Gosse y Auguste Vinchon parecen haberlos usados para una serie de Escenas de la Vida Antigua pintada en grisallas para el Palacio del Louvre.
El dibujante británico Robert Adam copió las figuras de la llamada Villa de Cicerón en el techo de la Red Drawing Room de Syon House en 1761-62.
La Marchande d'Amours o La Marchande à la toilette, una pintura de Joseph-Marie Vien de 1763, es un bien conocido ejemplo del primer neoclasicismo francés. Está basado en un grabado de Carlo Nolli que reproduce una pintura con ese tema, publicado en el volumen 3 de Antichità di Ercolano. Vien no ocultaba el modelo, e invitaba al público a comparar las dos obras.
La principal diferencia se halla en la mayor intensidad de la expresión de las tres mujeres en la pintura de Vien: la vendedora mira a las compradoras, que a su vez miran al amorcillo que esta les muestra. Las expresiones están ausentes en el grabado de Nolli, y no se percibe el enfoque de las miradas.